# آلیس لیدل
آلیس پلزنس هارگریوز (به انگلیسی: Alice Pleasance Hargreaves؛ زاده‌شده به نام آلیس پلزنس لیدل در ۴ مهٔ ۱۸۵۲ – درگذشته ۱۶ نوامبر ۱۹۳۴) دختر هنری لیدل، رئیس کالج کرایست چرچ در دانشگاه آکسفورد و مورد علاقه خاص چارلز لاتویج دادسون با نام مستعار لوئیس کارول بود. لوئیس کارول آلیس در سرزمین عجایب (۱۸۶۵) و آن‌سوی آینه (۱۸۷۲) را برای او نوشت.
آلیس ۱۶ نوامبر ۱۹۳۴، در سن ۸۲ سالگی در وسترهام واقع در کنت درگذشت.

## کودکی، جوانی، مرگ

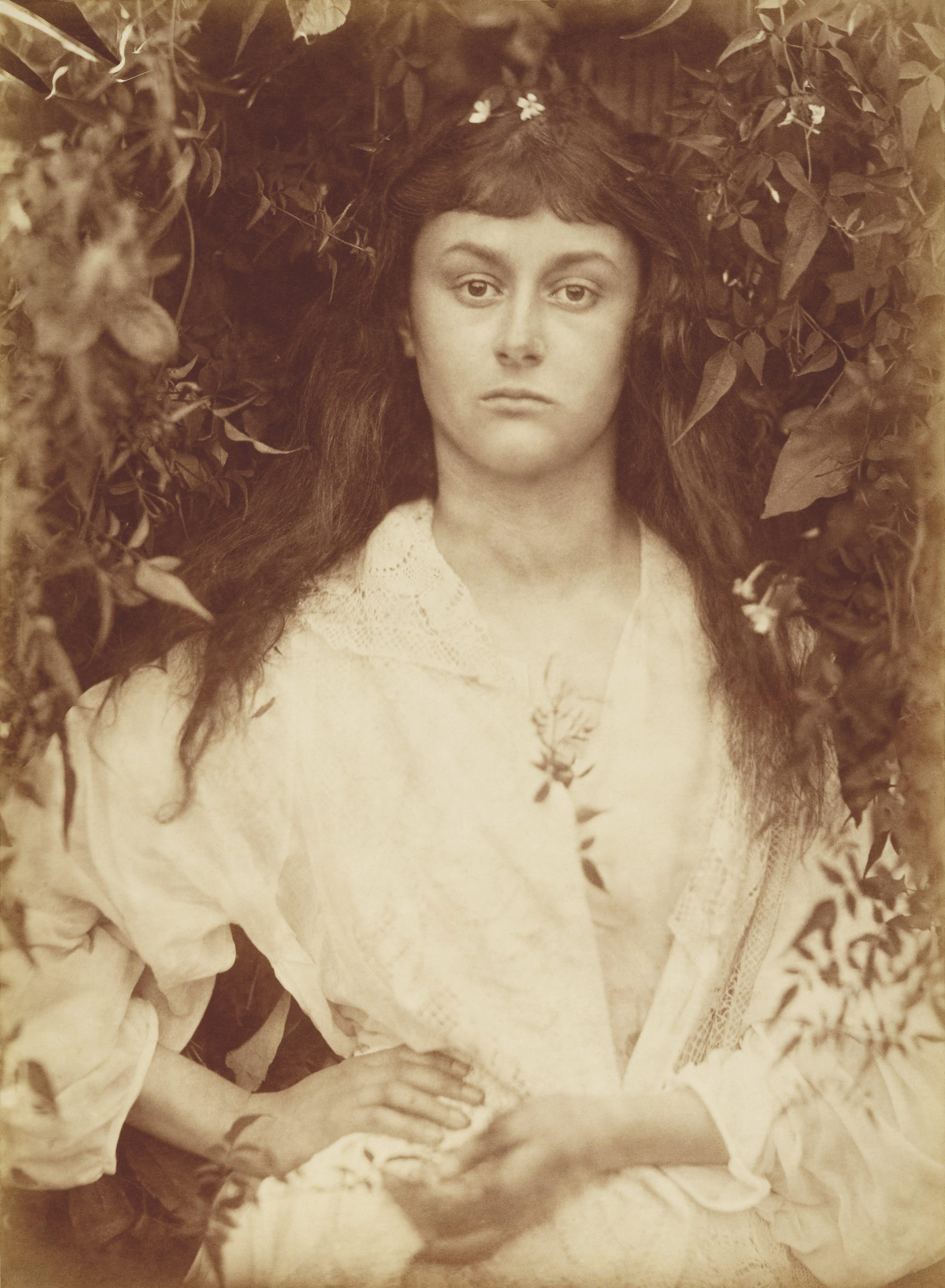
آلیس لیدل جوان در عکس پومونا، از جولیا مارگارت کامرون ۱۸۷۲

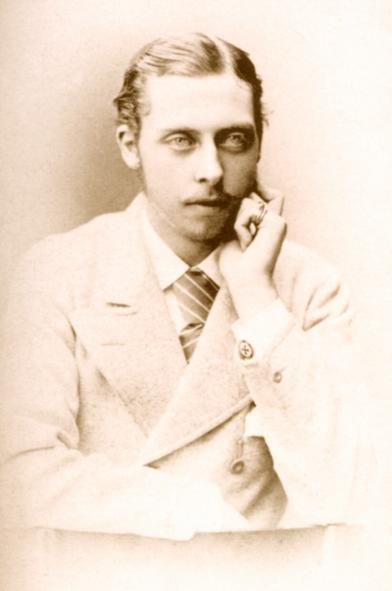
لئوپولد، دوک آلبانی

آلیس پلزنس لیدل چهارمین فرزند هنری لیدل، رئیس کالج کرایست چرچ دانشگاه آکسفورد و همسرش لورینا هانا لیدل بود. او دو برادر بزرگتر به نام‌های هری (متولد ۱۸۴۷) و آرتور (متولد ۱۸۵۰- او در سه سالگی درگذشت) و یک خواهر بزرگتر به نام لورینا (متولد ۱۸۴۹) داشت. آلیس شش خواهر و برادر کوچکتر هم داشت که از آن میان رابطه او با ادیث (متولد ۱۸۵۴) صمیمانه تر بود.
وقتی آلیس به دنیا آمد پدرش رئیس مدرسه وستمینستر بود. مدت کوتاهی بعد او به ریاست کالج کرایست چرچ در آکسفورد منسوب شد. خانواده لیدل در سال ۱۸۵۶ در آکسفورد مستقر شدند. اندکی پس از نقل مکان به آکسفورد، لیدل‌ها در ۲۵ آوریل ۱۸۵۶ به چارلز لاتویج دادسون استاد ریاضی بیست و پنج ساله آکسفورد برخوردند که مشغول عکاسی از کاتدرال کرایست چرچ بود. دادسون به زودی تبدیل به دوست نزدیک خانواده شد، او وقت زیادی با بچه‌های خانواده لیدل می‌گذراند، برایشان قصه می‌گفت، آن‌ها را به پیک نیک می‌برد و از آن‌ها عکاسی می‌کرد.
کودکی آلیس بیشتر به همراه دو خواهری گذشت که همسن و سال او بودند؛ لورینا که سه سال از او بزرگتر و ادیث که دو سال از او کوچکتر بود. تعطیلات خانواده لیدل عمدتاً در خانه‌شان پنمورفا در ساحل غربی نورث ولز می‌گذشت. این ملک بعدها به هتل گوگارث اَبی تبدیل شد.
وقتی آلیس به سن جوانی رسید به همراه ادیث و لورینا به سفری به دور اروپا رفت. طبق روایتی آلیس، مورد توجه خاص شاهزاده لئوپولد کوچکترین پسر ملکه ویکتوریا قرار داشت. لئوپولد در دانشگاه آکسفورد تحصیل کرده بود و پس از فراغت از تحصیل در ۱۸۷۶ در حال سفر به دور اروپا بود. بعدها لئوپولد اولین فرزند خود را آلیس نام نهاد و خود پدرخوانده دومین پسر آلیس شد که لئوپولد نام داشت. البته بعدها مطرح شد که در واقع تمایل لئوپولد به ازدواج با ادیث بود و نه آلیس.
ادیث در ۲۶ جون ۱۸۷۶ اندکی پیش از ازدواجش با اوبری هارکورت در حالیکه تنها بیست و دو سال داشت در گذشت. در مراسم تدفین ادیث، لئوپولد از حاملین تابوت بود.
آلیس لیدل در ۱۵ سپتامبر ۱۸۸۰ در حالیکه بیست و هشت ساله بود با رجینالد هارگریوز یک بازیکن کریکت ازدواج کرد. مراسم ازدواج آن‌ها در کلیسای وست مینستر برگزار شد. این زوج صاحب سه پسر شدند، دو پسر بزرگتر آلن نیوتن و لئوپولد رجینالد (رکس) در جبهه جنگ جهانی اول کشته شدند، سومین پسر، کاریل لیدل زنده ماند و صاحب دختری شد. آلیس هرگونه ارتباط میان نام انتخاب نام کاریل برای سومین فرزندش بر اساس نام مستعار دادسون، کارول، را رد کرد.
شوهر آلیس وارث ثروت قابل توجهی بود و علاوه بر بازی کردن برای باشگاه کریکت همپشایر، امین صلح ناحیه هم بود. آلیس در جامعه پیرامونش تبدیل به یک شخصیت برجسته شد. او اولین رئیس انجمن زنان امِرِی داون بود.
پس از مرگ رجینالد هارگریوز در ۱۹۲۶، آلیس برای تأمین مخارج نگهداری از ملکش ناچار شد نسخه دستنویس دادسون از کتاب ماجراهای آلیس در زیرِ زمین (نام اولیه کتاب آلیس در سرزمین عجایب) را بفروشد. کتاب به مبلغ ۱۵۴۰۰ پوند، چهار برابر مبلغی که حراجی ساتبی تعیین کرده بود به فروش رفت. این دستنویس بعدتر به تملک الدریج ر.جانسون درآمد و به مناسبت صدمین سالروز تولد کارول در دانشگاه کلمبیا در معرض نمایش قرار گرفت. آلیس هشتاد ساله در این مراسم حاضر بود. طی این سفر به آمریکا او با پیتر للوِلین دیویس آشنا شد. پیتر یکی از پنج برادری بود که الهام‌بخش جیمز بری در خلق داستان پیتر پن بودند.
پس از مرگ جانسون که در سال ۱۹۴۵ اتفاق افتاد، جمعی از کتاب دوستان آمریکایی این نسخه را خریداری کرده و به «نشانه سپاس از مردم انگلیس به خاطر دلاوری در مقابل هیتلر، پیش از دخالت آمریکا در جنگ» به بریتانیا اهدا کردند. نسخه دستنویس ماجراهای آلیس در زیرِ زمین در حال حاضر در کتابخانه بریتانیا نگهداری می‌شود.
آلیس پلزنس لیدل هارگریوز، در ۱۶ نوامبر ۱۹۳۴ درگذشت. خاکستر جسد او در قبرستان سن مایکل و فرشتگان در لیندهارست دفن شد.

## آلیس در سرزمین عجایب

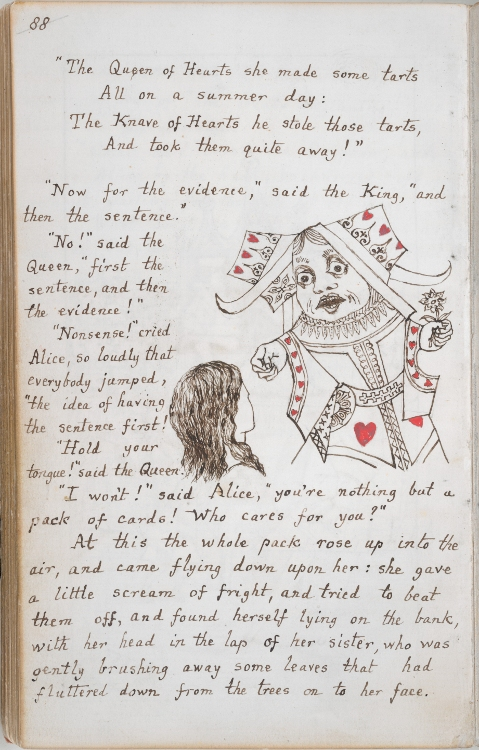
برگی از نسخه دستنویس ماجراهای آلیس در زیرِ زمین به خط و با نقاشی لوئیس کارول

در ژوئیه ۱۸۶۲، طی سفری با قایق روی آیسیس (بخشی از رود تیمز) که از پل فولی در آکسفورد تا گادستو ادامه داشت، آلیس ده ساله از آقای دادسون خواست تا برای سرگرم کردن او و خواهرانش (ادیث هشت ساله و لورینای سیزده ساله) داستانی برایشان تعریف کند. در حالیکه کشیش رابینسون داکوُرث پارو می‌زد، دادسون با داستان شگفت‌انگیز دخترکی به نام آلیس و ماجراهای او پس از افتادنش در یک سوراخ خرگوش، خواهران لیدل را مجذوب کرد. این قصه بی شباهت به آنچه دادسون سی ساله پیش از این برای خواهران لیدل تعریف کرده بود نبود، اما این بار آلیس از آقای دادسون خواست تا آن را برایش بنویسد. دادسون قول این کار را به آلیس داد اما تا چند ماه بعد به سراغ نوشتن داستان نرفت. سرانجام در نوامبر ۱۸۶۴، دادسون نسخه دستنویس ماجراهای آلیس در زیرِ زمین را برای آلیس لیدل آماده کرد.
در این زمان، دادسون تصمیم گرفته بود داستان را برای انتشار بازنویسی کند. در بهار ۱۸۶۳او ماجراهای آلیس در زیرِ زمین را برای دوستش جرج مک دونالد فرستاد. فرزندان مک دونالد داستان را خواندند و عاشقش شدند. احتمالاً بازخوردی که دادسون از فرزندان مک دونالد گرفت او را ترغیب کرد تا ناشر مناسبی پیدا کند. دادسون ماجراهای آلیس در سرزمین عجایب را با نام لوئیس کارول و با تصاویری از جان تنی یِل در۲۶ نوامبر ۱۸۶۵ توسط انتشارات مک میلان منتشر کرد. دنباله این کتاب با نام آن سوی آینه و آنچه آلیس آنجا پیدا کرد در ۱۸۷۱ منتشر شد. در سال ۱۸۸۶، گراورهای ماجراهای آلیس در زیرِ زمین، که دادسون آن را به آلیس لیدل داده بود منتشر شد.

## رابطه با لوئیس کارول

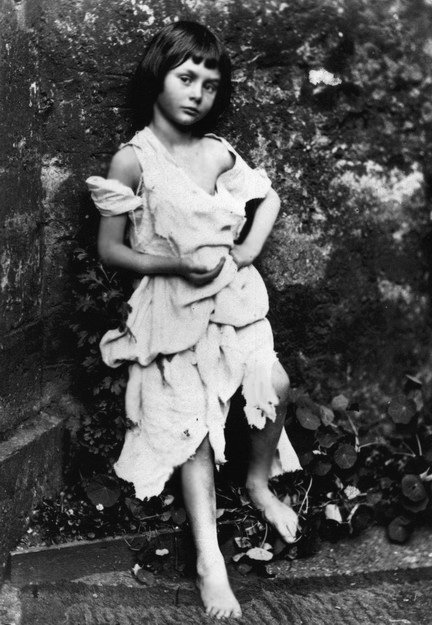
آلیس لیدل پنج ساله در لباس گدا برای لوئیس کارول مدل می‌شود، ۱۸۵۸

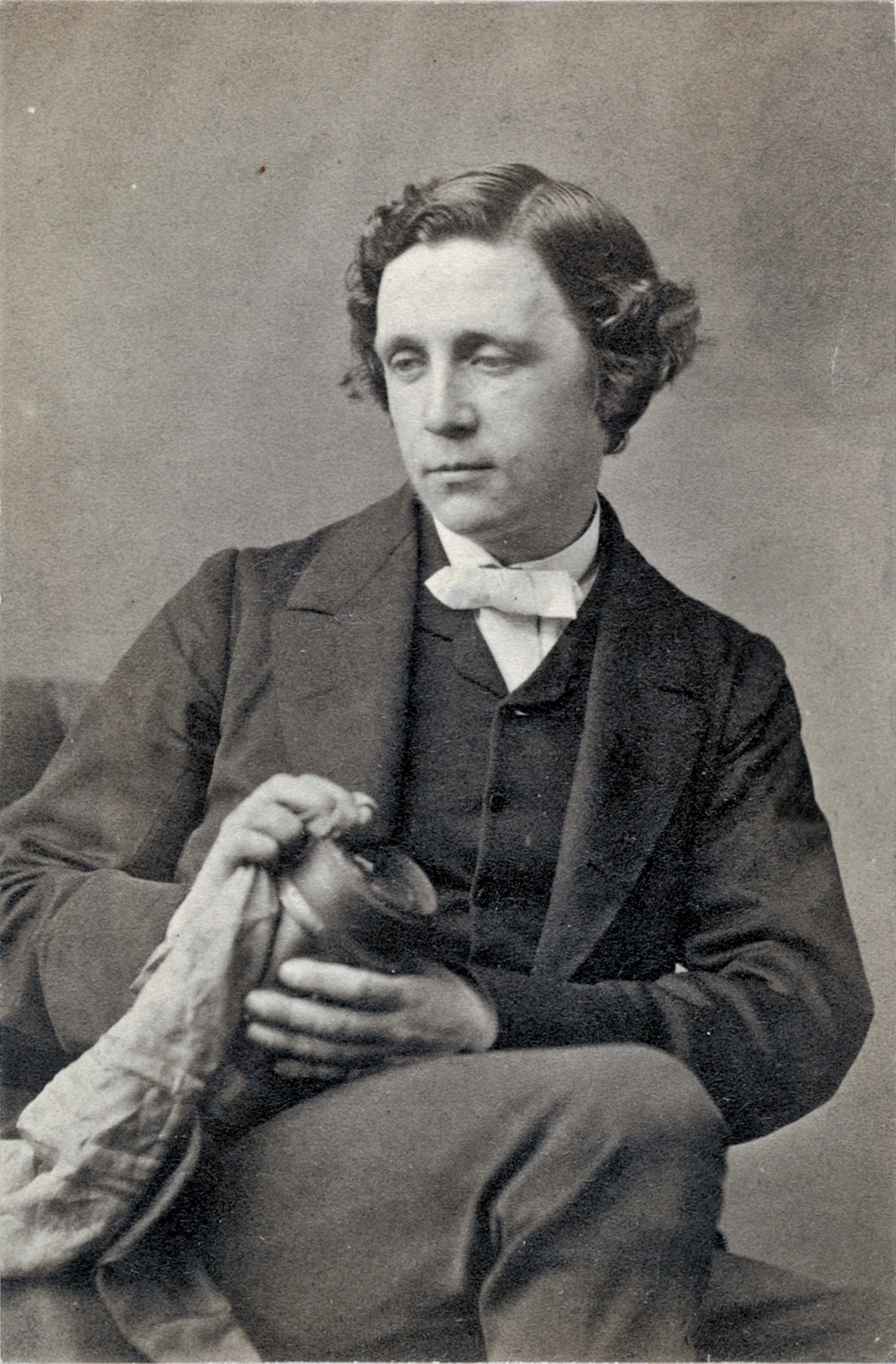
لوئیس کارول سی و یک ساله، ۱۸۶۳

رابطه میان لیدل و دادسون مایه بحث فراوان بوده‌است. زندگینامه نویسان فراوانی احتمال وابستگی عشقی یا جنسی دادسون به آلیس کوچک را مطرح کرده‌اند. هیچ مدرک معتبری برای این ادعا وجود ندارد. روایت‌های کمتر بدبینانه رابطه این دو را نوعی دلبستگی افلاطونی می‌دانند.
می‌توان گفت نویسندگانی که در مورد رابطهٔ دادسون و آلیس نوشته‌اند در موارد زیادی به خود اجازه افراط در قلمفرسایی داده‌اند.
دادسون در سال ۱۸۵۵ با خانواده لیدل آشنا شد. او در ابتدا با برادر بزرگتر آلیس، هری، دوست شد. بعدتر دادسون هری و اینا را به قایق سواری در مناطق دیدنی اطراف آکسفورد می‌برد. وقتی هری به مدرسه رفت، آلیس و خواهر کوچکترش ادیث، جای او را گرفتند. دادسون بچه‌ها را با قصه‌های شگفت‌انگیز سرگرم می‌کرد. علاوه بر آن، عکاسی سرگرمی دادسون بود و او بچه‌ها را مدل‌های مناسبی برای عکاسی می‌دانست. برخی آلیس را سوژه دلخواه او برای عکاسی می‌دانستند. اما باز سندی برای این ترجیح وجود ندارد. صفحات مربوط به ۱۸ آوریل ۱۸۵۸ تا ۸ می ۱۸۶۲ از دفترچه خاطرات دادسون گم شده‌اند.

### برگهای گم شده دفتر خاطرات
رابطه میان دادسون و خانواده لیدل در جون ۱۸۶۳ناگهان متوقف شد. خانواده لیدل مایل به صحبت در این باره نبودند و برگهای مربوط به روزهای ۲۷ تا ۲۹ جون ۱۸۶۳ (که به نظر می‌رسد مربوط به واقعه مورد بحث باشد) از دفتر خاطرات دادسون ناپدید شده‌اند، از این رو دلیل این گسست ناگهانی مشخص نیست.
تا سال‌ها بعد اغلب دلایلی که برای این قطع رابطه ارائه می‌شد بر آلیس متمرکز بود. این شک همواره وجود داشت که خانم لیدل، مادر آلیس از توجه دادسون به آلیس خشنود نبود و او را همراه مناسبی برای دختر یازده ساله اش نمی‌دید.
در سال ۱۹۹۶، کارولین لیچ چیزی را پیدا کرد که بعدها سند «برگهای گم شده دفتر خاطرات» نام گرفت. این یادداشت که ظاهراً توسط برادرزاده دادسون، ویولت، نوشته شده برداشتی است از برگهای مربوط به روزهای ۲۷ تا ۲۹ جون ۱۸۶۳. به نظر می‌رسد بعداً ویولت یا خواهرش منلا، این برگ‌ها را از دفتر خاطرات جدا کرده باشند. در این یادداشت چنین آمده‌است:
ل. ک فهمید که خانم لیدل تصور می‌کند او از بچه‌ها برای جلب توجه بانوی معلم منزل استفاده می‌کند__ علاوه بر آن گمان می‌رفت او علاقه‌ای به اینا پیدا کرده باشد. (لیچ ۱۹۹۹)
طبق نتیجه‌گیری لیچ، رابطه بین دادسون و خانواده لیدل به خاطر شایعه‌ای به هم خورد که بر اساس رابطه دادسون با معلم سرخانه بچه‌ها و همچنین اینا (خواهر بزرگتر آلیس، لورینا) ساخته شده بود. جنی ولف در کتاب اسرار لوئیس کارول مشکل را از جانب لورینا می‌داند که بیش از حد به دادسون وابسته شده بود. ولف بر اساس همین نظر شرح می‌دهد که چرا برادرزاده دادسون، این ورق‌ها را از دفتر خاطرات جدا می‌کند اما خلاصه‌ای از آن برمی‌دارد. به نظر ولف، یادداشت ویولت نسخه‌ای سانسور شده از واقعیت است که برای حفاظت از لورینا در مقابل عمومی شدن علاقه اش به دادسون تهیه شده بود.
نویسنده واقعی یادداشت مشخص نیست، لیچ دستخط برگ نخست را به خط ویولت یا منلا دادسون، برادرزاده‌های دادسون شبیه می‌داند. اما مورتون ن. کوهن در مقاله‌ای که در سال ۲۰۰۳ در ضمیمه ادبی تایمز منتشر شد، می‌گوید که نوه برادر چارلز دادسون، فیلیپ ژاک، در دهه شصت به او گفته بود که خودش یادداشت را بر اساس شنیده‌هایش از برادرزاده‌های دادسون نوشته است. کوهن شاهدی برای ادعایش نمی‌آورد، همچنین نمونه دستخط ژاک شباهت زیادی با دستخط یادداشت ندارد.
بعد از این قطع رابطه ناگهانی، دادسون برای شش ماه از خانواده لیدل پرهیز می‌کند اما بعد در دسامبر همان سال برای ملاقات خانواده به منزلشان می‌رود. هرچند که نزدیکی سابق میان او و خانواده لیدل هرگز احیا نشد و دوستی میان آن‌ها به تدریج از میان رفت. در کمرنگ شدن این دوستی اختلافات میان دادسون و آقای لیدل بر سر سیاست‌های دانشگاه نیز مؤثر بوده‌است.
جان راسکین در خودزندگی‌نامه اش به نام گذشته –به لاتین: Praeterita – بیان می‌کند که پس از گسست بین دادسون و خانواده لیدل، دخترهای لیدل رابطه‌ای شبیه به رابطه‌شان با دادسون با او ایجاد کردند.

## آلیس لیدل و آلیس در سرزمین عجایب

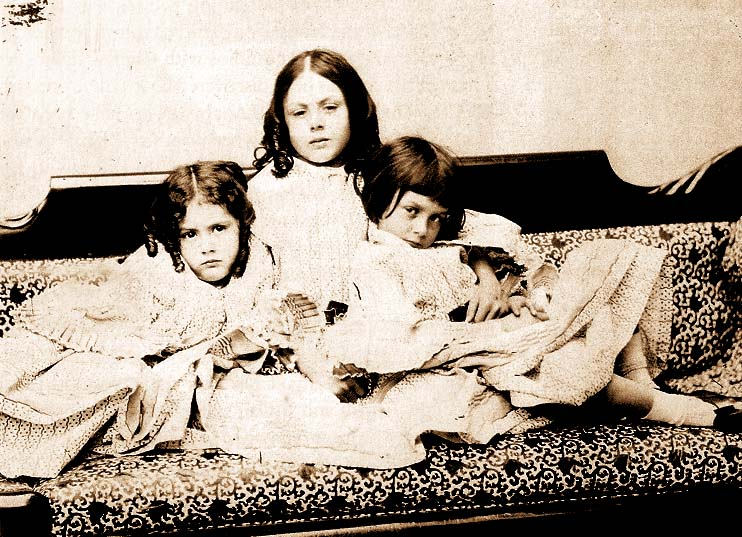
ادیث (چپ)، لورینا (وسط) و آلیس (راست) در عکسی از لوئیس کارول، ۱۸۵۹

در میزان شباهت بین آلیسِ دادسون و آلیس لیدل اتفاق نظر وجود ندارد. به وضوح این دو آلیس همسان نیستند اما طی سال‌ها همواره فرض بر این بوده که دادسون آلیس خود را کاملاً بر اساس آلیس لیدل پرداخته است. تحقیقات جدیدتر این فرض قدیمی را زیر سؤال برده است.
دادسون سال‌ها بعد از انتشار داستان ادعا کرد که آلیس او کاملاً تخیلی است و او برای خلق این شخصیت از هیچ کودک واقعی الهام نگرفته‌است.
طبق یک شایعه دادسون عکسی از یکی دیگر از دوستان کودکش به نام مری هیلتون بدکوک را برای جان تنی یِل فرستاد و توضیح داد که از مری به عنوان مدل استفاده کرده‌است. جستجو برای یافتن اسنادی که این شایعه را تأیید کند بی‌حاصل بوده‌است.
تصویرهایی که دادسون خود برای دستنویس ماجراهای آلیس در زیرِ زمین کشیده است، شباهت اندکی با آلیس لیدل دارد. آن کلارک از زندگی‌نامه نویسان دادسون احتمال می‌دهد که ادیث لیدل، مدل دادسون برای تصویر کردن آلیسِ داستان بوده‌است.
در دو کتاب آلیس در سرزمین عجایب و آن سوی آینه حداقل سه اشاره مستقیم به آلیس لیدل دارد:
اول، داستان کتاب اول در روز چهارم می (تولد آلیس لیدل) و داستان کتاب دوم در روز چهارم نوامبر (شش ماه پس از تولد آلیس) اتفاق می‌افتد و در آن سوی آینه آلیسِ داستان می‌گوید که «دقیقاً هفت و نیم ساله» است، همسن آلیس لیدل در آن زمان.
دوم، دادسون هر دو کتاب را «به آلیس پلزنس لیدل» تقدیم کرده‌است.
سوم، در پایان آن سوی آینه شعر موشحی وجود دارد که حروف اول اولین کلمه هرخط از آن در صورتی که از بالا به پایین خوانده شود نام کامل آلیس (Alice Pleasance Liddell) را نتیجه می‌دهد. این شعر نامی ندارد و اغلب خط اول آن را به عنوان نام استفاده می‌کنند، «قایقی زیر آسمان آفتابی»:
A boat beneath a sunny sky,

Lingering onward dreamily

In an evening of July--

Children three that nestle near,

Eager eye and willing ear,

Pleased a simple tale to hear--

Long has paled that sunny sky:

Echoes fade and memories die.

Autumn frosts have slain July.

Still she haunts me, phantomwise,

Alice moving under skies

Never seen by waking eyes.

Children yet, the tale to hear,

Eager eye and willing ear,

Lovingly shall nestle near.

In a Wonderland they lie,

Dreaming as the days go by,

Dreaming as the summers die:

Ever drifting down the stream--

Lingering in the golden gleam--

Life, what is it but a dream?

علاوه بر این، آلیس در سرزمین عجایب برای نخستین بار در یکی از گشت و گذارهای دادسون و بچه‌ها روی تیمز روایت شد. همه کسانی که در آن قایق سواری حاضر بودند (دادسون، کشیش داکوُرث و سه خواهر لیدل) در فصل «A Caucus-Race and a Long Tale» کتاب حاضر هستند. این تطابق زمانی کامل می‌شود که آلیس لیدل همان آلیسِ کتاب باشد.

### مقالات فارسی مرتبط
- لویس کارول در سرزمین عجایب، ارغوان صمدیان، کتاب ماه کودک و نوجوان، بهمن و اسفند ۱۳۸۶، شماره ۱۲۵–۱۲۴
- سرزمین عجایب، ارغوان صمدیان، کتاب ماه ادبیات، شماره ۱۳- اردیبهشت ۱۳۸۷
- آلیس در سرزمین عجایب و آنسوی آینه در دیگر عرصه‌های هنری، ارغوان صمدیان، نشریه تخصصی روشنان، دفتر هفتم، بهار ۱۳۸۷

### ترجمه‌های فارسی از آلیس در سرزمین عجایب
- آلیس در سرزمین عجایب، ترجمه حسن هنرمندی (نیل، ۱۳۳۸)
- آلیس در سرزمین عجایب، ترجمه صدیق شریف
- آلیس در شگفتزار، ترجمه مسعود توفان (۱۳۶۱)
- آلیس در سرزمین عجایب، ترجمه سعید درودی (۱۳۷۱)
- آلیس در سرزمین عجایب، ترجمه زویا پیرزاد (۱۳۷۵)

### کتاب الکترونیکیزندگی و نامه‌های لوئیس کارول
کتاب The Life and Letters of Lewis Carroll نوشته استوارت داجسون کالینگزوود، در قالب پروژه گوتنبرگ به کتاب الکترونیکی تبدیل شده‌است. این کتاب الکترونیکی در ۶ مارس ۲۰۰۴ منتشر شد.

### آلیس لیدل در کتاب‌ها
زندگی آلیس لیدل، کشف شباهت‌های او و شخصیت داستانی دادسون و رابطه او و دادسون موضوع کتاب‌ها و مقالات متعددی قرار گرفته‌است، کتابهای زیر از آن دسته‌اند:
* Björk, Christina & Eriksson, Inga-Karin (1993). The Other Alice. R & S Books. ISBN 91-29-62242-5.{{cite book}}:  نگهداری یادکرد:نام‌های متعدد:فهرست نویسندگان (link)
- Clark, Anne (1982). The Real Alice. Stein And Day. ISBN 0-8128-2870-4.
- Gardner, Martin (1965). Introduction to Alice's Adventures under Ground by Lewis Carroll. Dover Publications. ISBN 0-486-21482-6.
- Gardner, Martin (ed.) (2000). The Annotated Alice (The Definitive Edition). Allen Lane The Penguin Press. ISBN 0-7139-9417-7.
- Gordon, Colin (1982). Beyond The Looking Glass. Harcourt Brace Jovanovich, Publishers. ISBN 0-15-112022-6.
- Gray, Donald J. The Norton Critical Edition of Alice in Wonderland, edited by Donald J. Gray .
- Leach, Karoline (1999). In the Shadow of the Dreamchild. Peter Owens. ISBN 0-7206-1044-3.Official website
- Melanie Benjamin's "Alice I have Been"